# 加藤晴子 (中国語学者)
加藤 晴子（かとう はるこ、1963年4月 - ）は、日本の言語学者。専門は、中国語学、日中対照言語学。
東京外国語大学総合国際学研究院（言語文化部門・言語研究系）教授。

## 学歴
- 1986年3月  東京外国語大学外国語学部中国語学科卒業
- 1988年3月  東京外国語大学大学院外国語学研究科アジア第一言語専攻修士課程修了

## 職歴
- 1990年-1993年 中央大学文学部 兼任講師
- 1990年-1993年  東洋大学文学部 非常勤講師
- 1991年-1993年  東京外国語大学外国語学部 非常勤講師
- 1993年-1994年 北京日本学研究センター 主任教授補佐
- 1994年-1995年 麗澤大学外国語学部 非常勤講師
- 1994年-1995年  外務省研修所 語学講師
- 1995年-1999年 明海大学外国語学部 専任講師
- 1998年-2005年  東京外国語大学外国語学部 非常勤講師
- 1999年-2009年  明海大学外国語学部 助教授・准教授
- 2005年-2006年  北京日本学研究センター 副主任
- 2007年-            文教大学文学部 非常勤講師
- 2007年-            麗澤大学大学院言語教育研究科修士課程 非常勤講師
- 2009年-            東京外国語大学総合国際学研究院 教授

## 研究業績
- “這-”“那-”と「こ-」「そ-」「あ-」―「中日対訳コーパス」にみる対応状況― / 日中言語対照研究論集第10号 / 44-56頁 / 2008年5月
- 中日対訳コーパスにみる「こ，そ，あ」と“這、那”の非対応 / 応用言語学研究No.10 / 117-126頁 / 2008年3月
- 中国語の可能補語と可能を表す助動詞 / 明海大学外国語学部論集第14号 / 185-194頁 / 2002年3月

| スタブアイコン | サブスタブ | この項目は、まだ閲覧者の調べものの参照としては役立たない、人物に関連した書きかけの項目です。この項目を加筆・訂正などしてくださる協力者を求めています（P:人物伝/PJ:人物伝）。 |